# Seznam zdravilišč v Sloveniji
To je seznam povezan z zdravilišči v Sloveniji:

## M
- Medijske toplice
- Mladinsko klimatsko zdravilišče Rakitna
- Mladinsko zdravilišče Debeli rtič

## T
- Talaso Strunjan
- Terme Banovci
- Terme Čatež
- Terme Dobrna
- Terme Dolenjske Toplice
- Terme Lendava
- Terme 3000/Moravske Toplice
- Terme Olimia Podčetrtek
- Terme Ptuj
- Terme Radenci
- Terme Šmarješke Toplice
- Terme Topolšica
- Terme Zreče
- Terme § Wellness LifeClass Portorož
- Thermana Laško

## R
- Rimske terme/ Toplice v Rimu
- Rimski vrelec (nekdanje zdravilišče)

## Z
- Zdravilišče Laško
- Zdravilišče Rogaška